# Cyrille de Bulgarie
Le prince Cyrille ou Kiril de Bulgarie, prince de Preslav (en bulgare, Кирил Преславски / Kiril Preslavski), est né le 17 novembre 1895 à Sofia et mort le 1er février 1945 dans la même ville, est le second fils de Ferdinand Ier, prince souverain de Bulgarie, puis roi des Bulgares, et de la princesse Marie-Louise de Bourbon-Parme.

## Biographie
N'étant pas destiné à régner, le jeune prince est baptisé dans la foi catholique comme sa mère et son père, à la différence de son frère aîné, le prince héritier Boris, qui reçoit, pour des raisons politiques, le baptême orthodoxe comme la majorité du peuple bulgare. Le prince Cyrille s'oriente vers une carrière militaire et gravit les échelons jusqu'au grade de lieutenant-général. Il est fait inspecteur de l'infanterie en 1935, lieutenant-général de l'armée royale de Bulgarie en 1938. Il reçoit à titre honorifique le titre d'amiral de la flotte du Reich allemand, le 13 juin 1917.

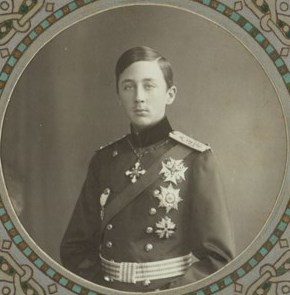
Le prince Cyrille, commandant du 20e régiment d'infanterie, album édité en 1917.

Son frère, devenu le roi Boris III, meurt mystérieusement le 28 août 1943. Le prince Cyrille est alors nommé par le Parlement président du Conseil de régence pour son neveu, le nouveau et jeune roi Siméon II. Cette tâche, équivalant au rôle de chef d'État, est subordonnée à deux autres régents, le président du Conseil des ministres pro-allemand Filov et le général Mikhov (en). Il reste cependant l'héritier du roi Siméon, qui n'avait pas encore de fils et qui n'avait également pas de frère pour lui succéder.
Le 5 septembre 1944, l'Union soviétique déclare la guerre à la Bulgarie, alliée à l'Allemagne nazie, en dépit du fait que celle-ci n'ait pas pris part à l'opération Barbarossa et ait maintenu des relations diplomatiques avec l'URSS pendant toute la durée de la Seconde Guerre mondiale. Le 8 septembre, l'Armée rouge envahit le pays.
Le lendemain, un coup d'État militaire met fin à la régence de Cyrille. Le 21 septembre, il est envoyé en détention en URSS pour y être interrogé. De retour en Bulgarie en janvier 1945, il est jugé par le tribunal populaire (en) institué par le Front patriotique qui le condamne à la peine de mort pour collaboration avec les nazis. Il est fusillé dans la nuit du 1er au 2 février 1945 au cimetière central de Sofia en compagnie des anciens régents Bogdan Filov et Nikola Mihov ainsi que d'anciens ministres, conseillers royaux et 67 députés. Leur corps sont jetés dans une fosse commune formée par une bombe tombée lors du bombardement de Sofia par les Alliés. Le 26 août 1996, ils sont réhabilités par l'arrêt no 172 de la Cour suprême de Bulgarie.

## Honneurs
Cyrille de Bulgarie est :
- Grand-croix de l'ordre des Saints-Cyrille-et-Méthode ;
- Grand collier de l'ordre de Saint-Alexandre.
- Chevalier de l'ordre de Saint-Hubert (Bavière) ;
- Chevalier de l'ordre suprême de la Très Sainte Annonciade (1930) ;
- Grand-croix de l'ordre de l'Étoile de Karageorge (Yougoslavie).